# 紫之隧道
紫之隧道是杭州市城区西部的一条穿山隧道，总体呈南北走向，位于杭州绕城高速公路与西湖风景区之间。2012年12月28日开工，2016年8月10日紫之隧道全线通车，结束了杭州西南区域无城市主干道的历史。

## 简介
隧道南起之浦路，穿过龙坞、大清谷、西溪路、天目山路，北至紫金港路，全长14.4公里，其中隧道长13.9公里，由三座特长隧道和两座桥涵组成，是目前中国规模最大、长度最长的城市隧道群。为双向六车道，开通时限制车速为60公里/小时，由于限速过低容易引发驾驶疲劳而备受批评，隧道的限速在2016年12月10日调整为80公里/小时。
隧道通车后，北可接留祥路、杭长（宜）高速公路，南可接之江大桥、杭新景高速公路。在西溪路、紫金港路、之江路和之浦路分设四对出入口；隧道南端建2条匝道，一条通往之浦路，可前往杭千高速、之江大桥、320国道、滨江区；另一条通往之江路，可前往转塘。

## 意义
通车后从西溪、汽车西站等城西地区到之江等城西南地区，只需18分钟，比过去绕行西湖景区快了半个多小时。紫之隧道改善了杭州中心区交通拥堵现状，会缓解中河-上塘高架、天目山路、环城西路、环城北路和西湖景区的交通压力。

## 隧道出入口匝道列表
| 里程                                                                                         | 类型       | 名称         | 连接     | 说明             |
| -------------------------------------------------------------------------------------------- | ---------- | ------------ | -------- | ---------------- |
|                                                                                              | 主线出入口 | 紫金港路     | 紫金港路 |                  |
|                                                                                              | 出入口     | 西溪路（南） | 西溪路   |                  |
|                                                                                              | 出入口     | 之江路       | 之江路   | 限南向出，北向入 |
|                                                                                              | 主线出入口 | 之浦路       | 之浦路   |                  |
| 1.000 英里 = 1.609 千米；1.000 千米 = 0.621 英里 并行路段 • 已关闭／取消 • 限制进入 • 未开放 |            |              |          |                  |